# Тешнарь, Ян Бедрих
Ян Бе́дрих Те́шнарь, немецкий вариант — Йоганн Фридрих Тешнер (н.-луж. Jan Bjedrich Tešnaŕ; нем.  Johann Friedrich Teschner, 18 октября 1829 год, Голгойце, Нижняя Лужица — 14 июня 1898 года, Бад-Энхаузен) — лютеранский священнослужитель, проповедник, нижнелужицкий писатель, поэт, публицист и общественный деятель. Автор церковных гимнов, переводчик и издатель Библии на нижнелужицком языке.

## Биография
С 1844 года обучался в средней школе в Котбусе. В 1849 году вместе с другими пятью учениками основал кружок по изучению нижнелужицкого языка и серболужицкой литературы. С 1851 года изучал лютеранское богословие в Галле и Берлине. В 1852 году вступил в серболужицкую организацию «Матица сербская». В 1854 году был назначен помощником пастора в Кольквице и затем архидьяконом в серболужицком храме в Котбусе. С 1862 года служил в деревне Нида в Нижней Лужице. Занимался переводом на нижнелужицкий язык Библии, которую издал в 1868 году. В 1869 году выпустил сборник из 80 церковных гимнов на нижнелужицком языке. Для издания газеты «Bramborski Serbski Casnik» предложил новые правила правописания нижнелужицкого языка, которые использовались в этой газете до унификации орфографии. Публиковал свои патриотические статьи в этой же газете. Выступал против онемечивания нижних лужичан.
В 1880 году основал литературное отделение Матицы сербо-лужицкой и на протяжении долгих лет был его председателем.
Сочинения
- Serbske duchowne kjarliže, Cottbus, 1860
- Biblija, 1868
- Ten kněz jo moj pastyr, 1869
- Wosom źaset duchownych kjarližow ze šulskimi regulatiwami, Hoyerswerda, 1869
- Der Herr ist mein Hirte, Predigtsammlung, 1869
- Das neue Gebetbuch, 1875
- Kejžora Wylema I. zywene a statki kralowérnemu sserbskemu ludoju, Worejzach (Hoyerswerda), 1888